# Puppebu
Puppebu é uma das nove pequenas cabanas na ilha norueguesa de Jan Mayen. Situada junto à Baía das Morsas, Puppebu raramente excede 3 habitantes temporários. Há uma pequena estrada de pedra, chamada Jan Mayenveien, que se estende de Puppebu, no norte da ilha, até Olonkinbyen. Mensalmente, um navio leva suprimentos para a cidade, mas durante a temporada de inverno, o acesso pela baía é impossível devido à formação de grandes blocos de gelo na água.